# Florence Clerc
Florence Clerc (1951) è un'ex ballerina francese, danseur étoile del balletto dell'Opéra di Parigi dal 1977 al 1992.

## Biografia
Nel 1962 è stata ammessa alla scuola di danza dell'Opéra di Parigi, dove si è formata sotto la supervisione di Serge Peretti, Aleksandr Kaljužnyj e Christiane Vaussard. Nel 1967 è stata scritturata dal corps de ballet del balletto dell'Opéra di Parigi, dove ha scalato rapidamente i ranchi: nel 1972 è stata promossa a solista e nel 1975 a ballerina principale.
Dopo la sua promozione ha danzato ruoli da protagonista ne La Bayadère e Le Loup. Nel 1976 Michail Baryšnikov l'ha scelta come co-protagonista per il suo Schiaccianoci all'American Ballet Theatre. Nel 1978 è stata proclamata danseuse étoile dopo aver danzato come protagonista in Giselle e cinque anni più tardi Rudol'f Nureev l'ha scelta per danzare il ruolo di Raymonda in occasione della prima della sua versione del balletto.
Grande esperta dell'opera coreografica di Nureev, dopo il suo ritiro dalle scene nel 1992 ha lavarato come répétiteuse all'Opéra di Parigi, occupandosi anche di ricreare le coreografie di Nureev per compagnie prestigiose, tra cui il Boston Ballet nel 2010 e il Corpo di Ballo del Teatro alla Scala nel 2020.